# Hekari United Football Club
El Hekari United Football Club es un club de fútbol de Papúa Nueva Guinea de la ciudad de Port Moresby. Fue fundado en 2006 y juega en la Liga Nacional de Fútbol de Papúa Nueva Guinea.
Es el equipo más ganador de la liga nacional de su país con nueve títulos, ganando sus primeros ocho títulos consecutivamente durante 2006 hasta 2014, y el único equipo de su país que logró ganar la Liga de Campeones de la OFC, durante la edición de 2009-10, rompiendo así una hegemonía de clubes Neozelandés y Australianos, y siendo actualmente junto al Hienghène Sport de Nueva Caledonia, los únicos que lo lograron fuera de las principales potencias oceánicas; Nueva Zelanda y Australia. 
Participó durante la Copa Mundial de Clubes del 2010 representando a Oceanía tras su obtención del título continental, pero perdió en el primer partido en la eliminación preliminar contra el Al-Wahda de Emiratos Árabes Unidos por 3:0, siendo esa su primera y única aparición de la competencia, y de su país en general.

## Historia
Fundado en 2006 con el nombre de Petroleum Resources Kutubu Souths United FC. Se alzó con el campeonato nacional ese mismo año. Rápidamente se consagró como el club más potente del país, ganando todos los campeonatos hasta la fecha.
En 2010 se consagró campeón de la Liga de Campeones de la OFC tras vencer 4-2 al Waitakere United de Nueva Zelanda en el resultado global. Con ese triunfo se convirtió en el primer equipo fuera de Australia y Nueva Zelanda en ser campeón de Oceanía y se aseguró un pase al Mundial de Clubes, donde se enfrentó en la ronda preliminar al campeón de la liga de los Emiratos Árabes Unidos 2009-2010, Al-Wahda FC y quedó eliminado al perder 3-0.

## Jugadores
En su corta historia el Hekari United tuvo en sus filas a jugadores de gran importancia continental. El club suele tener varios jugadores provenientes de países de la Melanesia, como Fiyi, las Islas Salomón y Vanuatu.

## Palmarés

### Torneos nacionales
- Liga de Papúa Nueva Guinea (9): 2006, 2008, 2009, 2010, 2011, 2012, 2013, 2014, 2023
- National Premier League (1): 2017.

### Torneos internacionales
- Liga de Campeones de la OFC (1): 2009/10.